# HC Lugano
Der HC Lugano (Hockey Club Lugano) ist ein Eishockeyclub aus Lugano, der in der Schweizer National League spielt. Seit der Einführung der Playoffs (Saison 1985/86) hat er sieben Schweizer Meistertitel gewonnen. Zusätzlich standen die «Bianconeri» sieben Mal im Playoff-Final. Der Club trägt seine Heimspiele in der Cornèr Arena in Porza aus.

## Geschichte
Die Gründung des Hockey Club Lugano fand am 11. Februar 1941 statt, als auf dem Muzzano-See die ersten Spiele gegen Ambrì, Muzzano, Massagno und Paradiso ausgetragen wurden. Am 1. Dezember 1957 wurde die erste Kunsteisbahn eröffnet, welche den Namen Resega trägt. Unter den Anwesenden war an diesem Tag auch derjenige Mann, welcher 30 Jahre später den HC Lugano an die Spitze des Schweizer und internationalen Hockeys bringen sollte: Geo Mantegazza, von Beruf Ingenieur, welcher die statischen Berechnungen der Resega gemacht und dadurch die ersten Kontakte mit der Familie der «Bianconeri» hatte.
1963/64 stieg die Mannschaft in die Nationalliga B auf; wesentlichen Anteil daran hatten die Verpflichtungen von Verteidiger Elwyn Friedrich und Flügel Roland Bernasconi, beide Nationalspieler und Schweizer Meister mit Villars. In der Saison 1970/71 gelang den «Bianconeri» der Aufstieg in die Nationalliga A, welche sie 1972/73 wieder verlassen mussten.
In der Saison 1981/82 kehrte Lugano, zusammen mit Ambrì, in die NLA zurück. In der Saison 1982/83 verpflichtete Mantegazza den schwedischen Trainer John Slettvoll, der in der Folge zahlreiche Meisterschaften errang.

### Schweizer Meister
Nach der Verpflichtung zahlreicher Leistungsträger gewann der HC Lugano am 1. März 1986 seine erste Schweizer Eishockeymeisterschaft. Nach der erfolgreichen Titelverteidigung ein Jahr später rüstete der HCL auf die neue Saison hin sein Kader auf, nachdem am Ende der Saison einige Leistungsträger den Club verlassen hatten. Am Ende der Saison 1986/87 beendete Torhüter Alfio Molina seine Karriere, welcher den Aufstieg in die NLA mitgeprägt hatte. Neu im Dress der «Bianconeri» liefen unter anderem folgende Stars auf: Kari Pekka Eloranta, Peter Jaks, Thomas Vrabec, Didier Massy und Raymond Walder. So gelang es, trotz Neuaufbau der Mannschaft den dritten Titel in Folge zu gewinnen. Vereinspräsident (und einer der Geldgeber) war in dieser Zeit der Unternehmer Geo Mantegazza.
In der Saison 1988/89 unterlag der HCL im fünften und letzten Finalspiel in der heimischen Resega dem SC Bern, dies bedeutete die erste Finalniederlage für den HC Lugano, der in der folgenden Saison 1989/90 im vierten Finalspiel in der bernischen Allmend den Titel zurück in den Sottoceneri holte und damit seinen vierten Schweizer Meistertitel gewann. 1991 erreichte man erstmals das Endspiel des Spengler Cups, unterlag dort aber ZSKA Moskau. Die Saison 1991/92 war das Ende einer grossen Ära: Lugano trennte sich nach neun Jahren von seinem Trainer John Slettvoll. Trotz zahlreichen Neueinkäufen scheiterte der HC Lugano das erste Mal seit Einführung der Playoffs im Viertelfinal.
Der nächste Meistertitel wurde in der Saison 1998/99 unter dem Trainer Jim Koleff errungen; die «Bianconeri» besiegten im Final den Kantonsrivalen HC Ambrì-Piotta.

### Die 2000er Jahre
In der Saison 2001/02 wurde die Hockey Club Lugano AG gegründet, die fortan die Geschäfte der ersten Mannschaft und der Elite-Junioren übernahm. Ebenfalls in dieser Saison stiess der finnische Offensivverteidiger Petteri Nummelin zum HC Lugano.

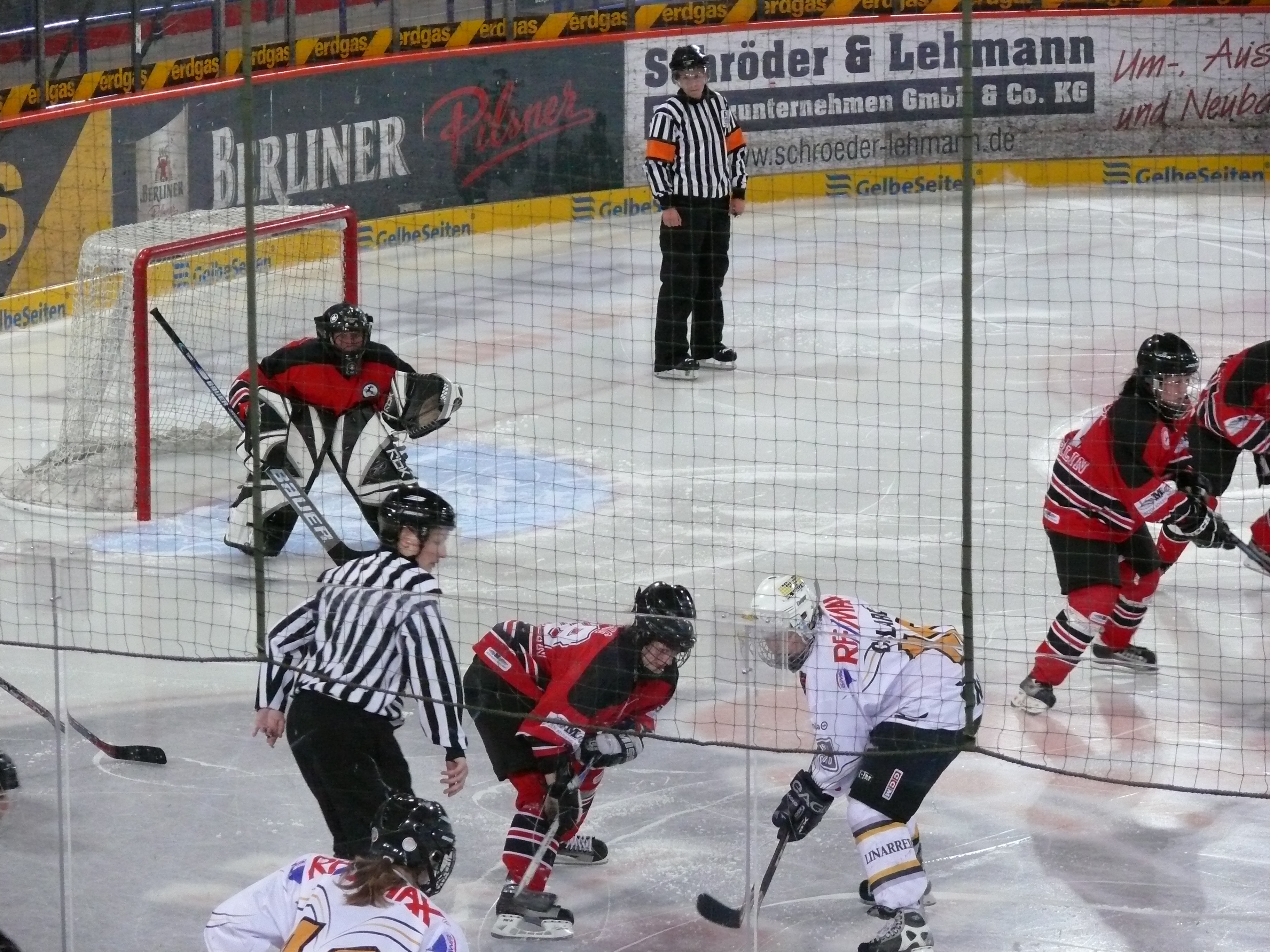
Spiel des HC Lugano (weiss) gegen den OSC Berlin (rot) bei der EWCC-Vorrunde 2006

Den Final der Saison 2002/03 bestritten der HC Davos und Lugano. Die ersten beiden Spiele gewann die Mannschaft aus Davos, während die «Bianconeri» die folgenden vier Spiele für sich entschieden und damit den sechsten Titel in der Vereinsgeschichte errangen. Im Folgejahr (Finalniederlage gegen Bern) wurde der Club Vizemeister.
In der Lockout-Saison 2004/05 spielten die Stars Alex Tanguay, Jason Blake und Martin Gélinas für die Tessiner. Mit Glen Metropolit, Jason York und Ville Peltonen wurden die personellen Voraussetzungen geschaffen, den siebten Titel am 13. April 2006 in der heimischen Resega zu erringen. Durch ein 4:1 in der Finalserie gegen Davos gewann man die Meisterschaft. Kurios dabei: Nach zwei Partien des Viertelfinals gegen Ambrì war Lugano sieglos und entliess daraufhin Cheftrainer Larry Huras. Dieser wurde durch den Deutsch-Kanadier Harold Kreis ersetzt, der den HCL zum Meistertitel führte. Diese Wendung wurde später als das «erstaunlichste Comeback in der Schweizer Playoff-Geschichte» bezeichnet. In den kommenden Jahren ging es nicht über den Viertelfinal hinaus.
Im September 2006 wurde gegen Vereinspräsident Fabio Gaggini sowie Beat Kaufmann, Vorsitzender des Verwaltungsrates der HC Lugano SA, Anklage wegen des Verdachts der Steuerhinterziehung und der Unterschlagung von Sozialabgaben erhoben. Im Oktober 2008 mussten sich Gaggini und Kaufmann vor Gericht verantworten. Unter anderem erklärten sie, eine «Schattenbuchhaltung» geführt zu haben. Der Tages-Anzeiger schrieb am 8. Oktober 2008 zu diesem Thema: «Ohne dieses Vorgehen wäre der HCL nicht in der Lage gewesen, den Klubs aus der Deutschschweiz Paroli zu bieten, sagte der ehemalige Geschäftsführer Beat Kaufmann vor Gericht.» Das Gericht sah es als erwiesen an, dass im Zeitraum von 1996 bis 2005 Steuern in Höhe von 3,5 Millionen Franken nicht ordnungsgemäss entrichtet und der Alters- und Hinterlassenenversicherung Zahlungen in Höhe von 1,5 Millionen Franken vorenthalten wurden. Gaggini und Kaufmann wurden zu bedingten Freiheitsstrafen verurteilt. Ein ehemaliges Vorstandsmitglied wurde vom Gericht mit einer Geldbusse belegt.
Im November 2009 wurde Roland Habisreutinger neuer Sportchef und löste Jörg Eberle ab, der den Posten ab 2003 bekleidet hatte.

### Die 2010er Jahre
2010 vereinbarte der Verein eine Partnerschaft mit den GDT Bellinzona, welche auch die durch den HC Lugano geführte erste Mannschaft des HC Ceresio umfasste und auf den Aufstieg einer Tessiner Mannschaft in die National League B zielte. Zur besseren Ausbildung der Nachwuchsspieler der drei Vereine sollten die GDT Bellinzona in der 2. Liga und der HC Ceresio in der 2. Liga dienen. Im Sommer 2012 ging der HC Ceresio dann komplett in den GDT Bellinzona auf, und letztere übernahmen das Startrecht des HC Ceresio in der 1. Liga.

Logo in den 2010er Jahren

Im Juni 2011 wurde Vicky Mantegazza als Nachfolgerin von Silvio Laurenti Präsidentin. Laurenti war seit 2009 im Amt gewesen. In den 1980er Jahren war bereits Mantegazzas Vater Geo Präsident des HCL gewesen.
Zwischen 2009 und 2014 kam fünfmal das Saisonaus im Viertelfinal, in der Saison 2010/11 wurde die Meisterrunde gar verpasst. In der Saison 2015/16 erreichte Lugano den Final um die Schweizer Meisterschaft und musste sich dort dem SC Bern mit 1:4-Siegen geschlagen geben.
2015 und 2016 erreichte Lugano unter der Leitung von Doug Shedden das Endspiel des Spengler Cups, verlor aber jeweils gegen die Auswahl Kanadas. Am 16. Januar 2017 trennte man sich von Shedden, die Mannschaft stand zu diesem Zeitpunkt auf dem achten Tabellenrang der NLA. Greg Ireland wurde als Sheddens Nachfolger verpflichtet. Unter Irelands Führung qualifizierten sich die «Bianconeri» als Siebter der Qualifikation für die Endrunde und schieden dort im Halbfinal (1:4-Siege) gegen den SC Bern aus.
In der darauffolgenden Saison spielte Lugano unter Greg Ireland eine starke Qualifikation und beendete diese auf dem Rang 4. Nachdem der HC Lugano im Viertelfinal Fribourg-Gottéron (4:1) und im Halbfinal EHC Biel (4:2) ausgeschaltet hatte, spielte er im Final gegen die ZSC Lions um den Gewinn der Meisterschaft. Der Final wurde in einer langen und dramatischen Serie erst im 7. Spiel entschieden, welches Zürich schliesslich in Lugano 2:0 für sich entschied und Lugano somit Vize-Schweizer-Meister wurde.
In der Saison 2018/19 gelang dem HC Lugano keine Fortsetzung der starken Leistung. Nach einer durchzogenen Qualifikation, wo er sich spät auf dem Rang 7 platzierte, schied er im Playoff-Viertelfinal gegen Zug (0:4) aus und trennte sich anschliessend von Trainer Greg Ireland und nach 9 Jahren von Sportchef Habisreutinger. Als neuer Trainer wurde Anfang April 2019 der Finne Sami Kapanen verpflichtet. Ebenfalls im April erfolgte die Bekanntgabe der Verpflichtung Marco Werders als Geschäftsführer. Hnat Domenichelli übernahm zur Saison 2017/19 das Manageramt. Mitte Dezember 2019 wurde der Finne im Anschluss an eine 2:7-Niederlage gegen Ambrì-Piotta entlassen. Die Mannschaft stand auf dem vorletzten Tabellenrang. Serge Pelletier, der bereits in der Vergangenheit Jugend- und Assistenztrainer in Lugano gewesen war, sollte es nun bis zum Ende der Saison 2019/20 richten.

### Die 2020er Jahre
Nach dem Ausscheiden aus dem Viertelfinal in der Saison 2020/21 wurde Pelletier entlassen, als Nachfolger wurde Chris McSorley eingestellt und mit einem Dreijahresvertrag ausgestattet.

## Spieler

### Kader der Saison 2024/25
Stand: 8. Juli 2025
| Nr. | Nat.                          | Spieler                | Pos. | Geburtsdatum       | im Team seit | Geburtsort                         |
| --- | ----------------------------- | ---------------------- | ---- | ------------------ | ------------ | ---------------------------------- |
| 29  | Schweiz                       | Alessio Beglieri       | G    | 5. Januar 2004     | 2025         | Biel/Bienne, Schweiz               |
| 34  |                               | Niklas Schlegel        | G    | 3. August 1994     | 2019         | Zürich, Schweiz                    |
| 37  | Schweiz Belgien               | Joren van Pottelberghe | G    | 5. Juni 1997       | 2024         | Zug, Schweiz                       |
| 26  | Schweiz                       | David Aebischer        | D    | 26. September 2000 | 2021         | Heitenried, Schweiz                |
| 22  | Finnland Schweiz              | Santeri Alatalo – A    | D    | 9. Mai 1990        | 2021         | Tampere, Finnland                  |
| 58  | Kanada                        | Connor Carrick         | D    | 13. April 1994     | 2025         | Orland Park, Illinois, USA         |
| 63  | Schweden                      | Carl Dahlström         | D    | 28. Januar 1995    | 2024         | Stockholm, Schweden                |
| 28  | Schweiz                       | Samuel Guerra          | D    | 11. Juni 1993      | 2021         | Isone, Schweiz                     |
| 48  | Schweiz                       | Nick Meile             | D    | 8. Februar 2004    | 2024         | Wolfwil, Schweiz                   |
| 25  | Schweiz                       | Mirco Müller           | D    | 21. März 1995      | 2021         | Winterthur, Schweiz                |
| 52  | Finnland                      | Jesper Peltonen        | D    | 8. Juni 1998       | 2023         | Helsinki, Finnland                 |
| 81  | Schweiz                       | Enea Togni             | D    | 31. Dezember 2004  | 2021         | Schweiz                            |
| 9   | Schweiz                       | Bruno Zanetti          | D    | 15. März 2003      | 2025         | Lugano, Schweiz                    |
| 13  | Schweiz                       | Alessio Bertaggia      | LW   | 30. Juli 1993      | 2025         | Lugano, Schweiz                    |
| 14  | Schweiz                       | Lorenzo Canonica       | C    | 3. September 2003  | 2023         | Lugano, Schweiz                    |
| 75  | Lettland Schweiz              | Roberts Cjunskis       | F    | 13. April 2003     | 2023         | Mārupe, Lettland                   |
| 20  | Kanada                        | Cole Cormier           | F    | 21. Februar 2002   | 2023         | Düsseldorf, Deutschland            |
| 17  | Schweiz                       | Luca Fazzini – A       | W    | 17. März 1995      | 2012         | Lugano, Schweiz                    |
| 19  | Finnland                      | Rasmus Kupari          | C    | 15. März 2000      | 2025         | Kotka, Finnland                    |
| 86  |                               | Jakob Lee              | C    | 12. Februar 1999   | 2025         | Owen Sound, Ontario, Kanada        |
| 23  | Italien                       | Giovanni Morini        | C    | 2. Februar 1995    | 2015         | Como, Italien                      |
| 12  | Finnland                      | Aleksi Peltonen        | F    | 8. Juni 1998       | 2024         | Helsinki, Finnland                 |
|     | Kanada Vereinigtes Konigreich | Brendan Perlini        | LW   | 27. April 1996     | 2025         | Guildford, England, Großbritannien |
| 67  | Tschechien                    | Jiří Sekáč             | LW   | 10. Juni 1992      | 2024         | Kladno, Tschechoslowakei           |
| 92  | Kanada                        | Michael Sgarbossa      | C    | 25. Juli 1992      | 2025         | Campbellville, Ontario, Kanada     |
| 94  | Schweiz                       | Dario Simion           | W    | 22. Mai 1994       | 2025         | Locarno, Schweiz                   |
| 7   | Schweiz                       | Ramon Tanner           | C    | 28. August 1999    | 2025         | Appenzell, Schweiz                 |
| 97  |                               | Calvin Thürkauf – C    | C    | 27. Juni 1997      | 2021         | Zug, Schweiz                       |
| 11  | Italien                       | Marco Zanetti          | RW   | 12. März 2002      | 2022         | Varese, Italien                    |

### Gesperrte Trikotnummern
- #1 Alfio Molina
- #2 Sandro Bertaggia
- #3 Julien Vauclair[29]
- #4 Pat Schafhauser
- #8 Steve Hirschi
- #33 Petteri Nummelin
- #38 Raffaele Sannitz
- #40 Flavien Conne
- #44 Andy Näser

## Trainer
- 1955 – 1958 Beat Rüedi
- 1959 – 1961 Larry Kwong
- 1966 – 1967 Richard Torriani
- 1967 – 1968 Donald Busch
- 1969 – 1971 Reynald Lacroix
- 1971 – 1972 Bernard Coté
- 1973 – 1974 Bryan Whittal
- 1974 – 1975 Jiří Pleticha
- 1975 – 1976 Bernard Coté
- 1976 – 1978 Jack McDonald
- 1978 – 1979 Jiří Křen
- 1979 – 1980 Jean Cusson
- 1981 – 1983 Réal Vincent
- 1983 – 1992 John Slettvoll
- 1992 Andy Murray
- 1992 – 1994 John Slettvoll
- 1994 – 1995 Timo Lahtinen
- 1995 – 1996 John Slettvoll
- 1996 – 1997 Mats Waltin
- 1996 – 2001 Jim Koleff
- 2001 Sinetula Biljaletdinow
- 2001 – 2002 Jim Koleff
- 2002 – März 2006 Larry Huras
- März 2006 – April 2006 Harold Kreis
- 2006 – Dezember 2007 Ivano Zanatta
- Dezember 2007 – Januar 2008 Kent Ruhnke
- Januar 2008 – Januar 2009 John Slettvoll
- Januar 2009 – 2009 Hannu Virta
- 2009 – Januar 2010 Kent Johansson
- Januar 2010 – November 2010 Philippe Bozon
- Dezember 2010 – Januar 2011 Mike McNamara
- Januar 2011 – Juli 2011 Greg Ireland
- Juli 2011 – Oktober 2011 Barry Smith
- Oktober 2011 – März 2013 Larry Huras
- April 2013 – Oktober 2015 Patrick Fischer
- Oktober 2015 – Januar 2017 Doug Shedden
- Januar 2017 – 2019 Greg Ireland
- 2019 – Dezember 2019 Sami Kapanen
- Dezember 2019 – Mai 2021 Serge Pelletier
- Mai 2021 – Oktober 2022 Chris McSorley
- Oktober 2022 – Januar 2025 Luca Gianinazzi
- Januar 2025 – April 2025 Uwe Krupp
- seit April 2025 Tomas Mitell

## Fans
Die Fans des HC Lugano verbindet seit 1988 Jahren eine enge Freundschaft mit den Fans der Kölner Haie. In beiden Städten gibt es Fanclubs der jeweils anderen Mannschaft. Zudem finden regelmässig gegenseitige Besuche von Heimspielen statt.

## Frauen

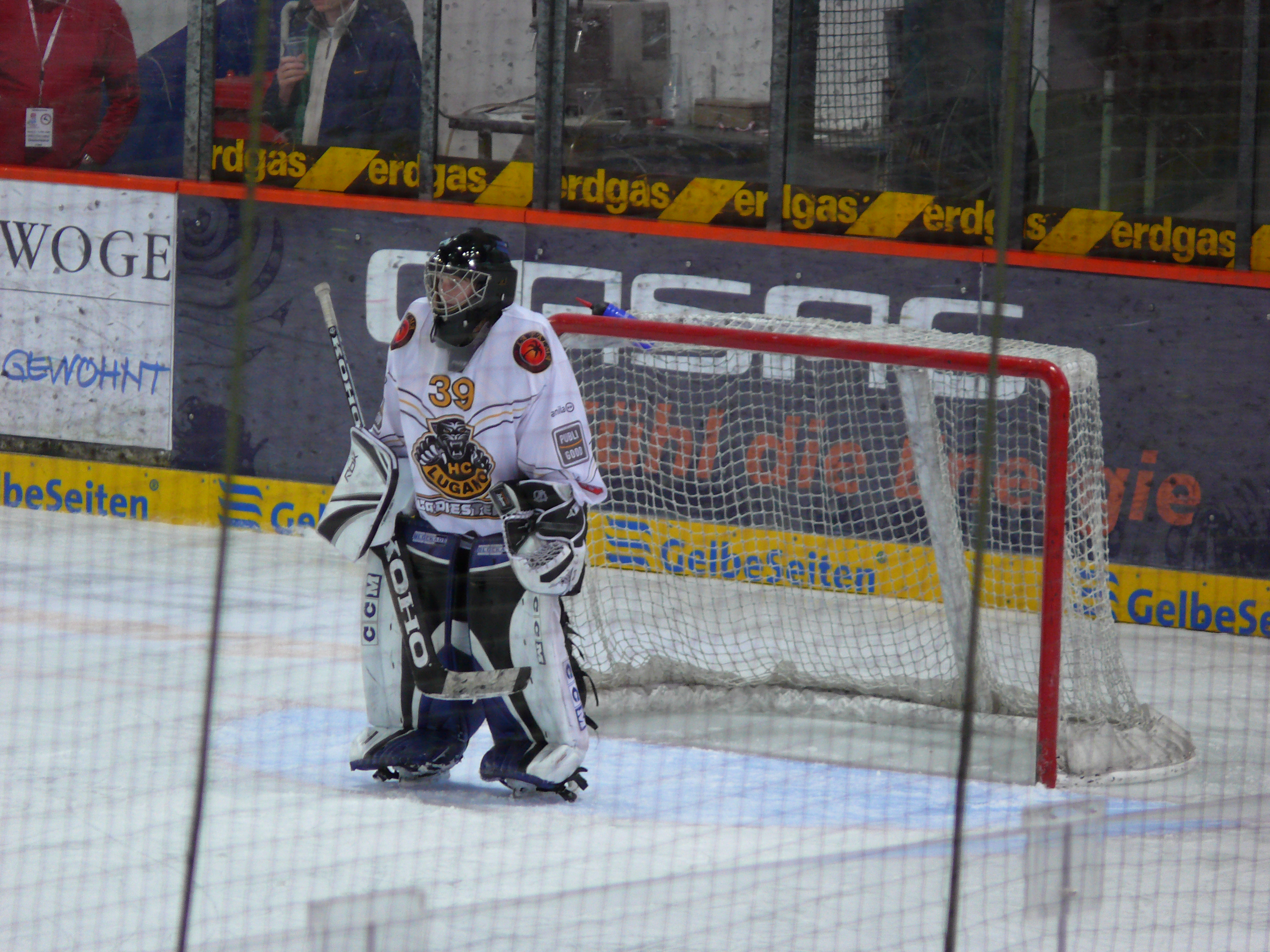
Torhüterin Jessica Müller, beim Vorrundenturnier des IIHF European Women Champions Cup 2006 in Berlin

Die Frauen des HC Lugano («Ladies Team») nahmen ab 2000 an der Swiss Women’s Hockey League A, der höchsten Schweizer Frauenspielklasse, teil. 2006 wurden die «Ladies» erstmals Schweizer Meister und qualifizierten sich somit für die Vorrunde des IIHF European Women Champions Cup 2006, in dem sie nach Siegen über den OSC Berlin, die Herlev Hornets und die Ferencváros Stars Budapest die Qualifikation für die EWCC-Endrunde schafften, in der sie jedoch ohne eigenen Punkterfolg den letzten Platz belegten. Im Folgejahr waren sie als erneuter Schweizer Meister für die Zwischenrunde des IIHF European Women Champions Cup 2007/08 gesetzt und zogen als Gruppensieger erneut in die Finalrunde ein.
2009 wurde das Ladies Team Lugano erneut Schweizer Meister, nachdem es sich im dritten und entscheidenden Playoff-Finalspiel gegen den Titelverteidiger DHC Langenthal durchgesetzt hatte. Bekannte Spielerinnen, die auch für die Schweizer Nationalmannschaft der Frauen im Einsatz standen, waren Sophie Anthamatten, Sarah Forster, Nicole Bullo, Romy Eggimann, Evelina Raselli und Anja Stiefel.
Im August 2018 wurde die Frauenmannschaft durch die Gründung des Hockey Club Ladies Lugano finanziell, juristisch und organisatorisch unabhängig vom Stammverein. Im März 2019 gewannen die Ladies den siebten Meistertitel der Vereinsgeschichte. Ein weiterer Meistertitel kam 2021 hinzu. Anschliessend begann der Club, die Associazione Sportiva Hockey Club Ladies Lugano, finanzielle Schwierigkeiten zu haben und wurde durch Gerichtsverfahren und Abgänge im Management getroffen. Nach der Saison 2022/23 kündigte der Club an, den Spielbetrieb einzustellen. Etwa zwei Monate später wurde diese Entscheidung revidiert, da neue Geldgeber gewonnen wurden. In der anschliessenden Saison 2023/24 belegte das Team den vorletzten Platz und musste in der Ranking Round spielen. Aufgrund erneuter finanzieller Probleme startete das Team eine Crowdfunding-Initiative, um Reise- und Personalkosten zu decken. In der Ranking Round trat die Mannschaft zu einem Spiel nicht an, da nicht genug Spielerinnen zur Verfügung standen, und verzichtete anschliessend auf die Teilnahme an der Liga-Relegation zur SWHL B, so dass der Club sportlich in die zweite Spielklasse abstieg. Im April beendete der Club den Spielbetrieb endgültig.